# Moschee Sendling

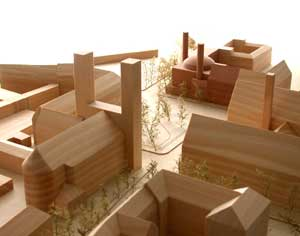
Modell zur Illustration der räumlichen Situation am Gotzinger Platz, vorne links St. Korbinian

Die Moschee in Sendling in der Schanzenbachstraße im Münchner Stadtteil Sendling existiert seit 1989 als islamisches Gebetshaus für hauptsächlich türkischstämmige Muslime. Der offizielle türkische Name der Moschee lautet Diyanet İşleri Türk İslam Merkezi (DITIM; deutsch: Türkisch Islamisches Gemeindezentrum München e. V.) und bezeichnet zugleich den Moscheeverein.

## Verein
Der Verein DITIM hat 42 Mitglieder und gehört dem Dachverband DITIB an. Die leitenden Autoritäten der DITIB für München sind der türkische Konsul beziehungsweise der Religionsattaché des Konsulats, sie bestimmen den Imam der Moschee, welcher Angestellter des türkischen Staates ist. Neben der Sendlinger Moschee betreut DITIB in München die Moscheen in Pasing und Allach.
Um sich den Anwohnern und anderen interessierten Bürgern näher bekannt zu machen, Kontakte zu Nichtmuslimen zu knüpfen und so die Integration der Gemeinde in Sendling voranzubringen, veranstaltete der DITIM seit 2004 jährlich mehrere „Tage der offenen Moschee“. Außerdem betonen die Vertreter des DITIM, dass Besucher auch sonst jederzeit herzlich willkommen seien.

## Gemeindeleben
Abgesehen vom Gebet in Arabisch wird vorwiegend Türkisch gesprochen. Täglich werden Gebete abgehalten, besonderes Gewicht hat dabei vor allem das Freitagsgebet. Die Teestube mit nicht-kommerzieller Bewirtung, Fernseher und Billardtisch dient als Treffpunkt und steht auch Gästen offen, ebenso die Bibliothek. Es gibt Angebote speziell für Frauen, etwa Koranunterricht mit einer islamischen Theologin oder ein großes Muttertagsfest; für Mädchen Gruppen zur Besprechung religiöser Themen und eine Theater- und Chorgruppe für Elf- bis Vierzehnjährige; für Jungen ebenfalls Stunden zur Besprechung religiöser Themen. Ein besonders wichtiger Anlauf- und Treffpunkt ist die Moschee für Senioren und Seniorinnen, sie bietet Beratung und Hilfe bei Anträgen, Pflege- und Wohnungsproblemen. Der interreligiöse Dialog wird durch verschiedene Veranstaltungen, Nachbarschaftskontakte und Besuche in Schulen auf vielfältige Weise gepflegt.

## Moschee in der Schanzenbachstraße

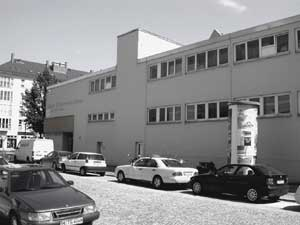
Das Islamische Gemeindezentrum in der Schanzenbachstraße

Das bisherige Gebetshaus in einem früheren Möbelgeschäft und -lager ist eine typische „Hinterhofmoschee“ der Stadt und von außen als Moschee kaum zu erkennen. Das Grundstück liegt in einem allgemeinen Wohngebiet. Auf einer Grundfläche von etwa 656 Quadratmetern liegen auf zwei Etagen Gebetsräume für Männer und Frauen, ein Mehrzweckraum, Verwaltungsräume, eine Bibliothek, eine Teestube als Treffpunkt, die Wohnung des Vorbeters und Sanitäranlagen. Die Moschee in der Schanzenbachstraße ist für etwa 130 Besucher ausgelegt, an hohen Feiertagen kommen jedoch bis zu 700 Besucher. Aus diesem Grund legte DITIM 2004 Pläne für einen Umbau vor, die jedoch Widerstand unter den Nachbarn hervorriefen.

### Pläne zum Umbau

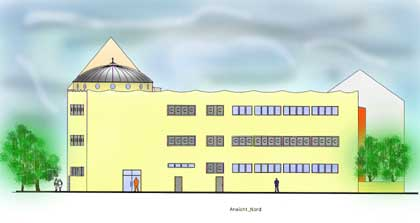
Entwurf für den Umbau, Nordansicht

Platzmangel sowie bauliche Probleme, aber auch der Wunsch, die Moschee auch nach außen hin als solche erkennbar werden zu lassen, veranlassten den Träger DITIM im Jahr 2004, den Architekten Walter Höfler Pläne für einen zweckmäßigen Umbau mit Erweiterung erstellen zu lassen. Die Planungen sahen ein zusätzliches Stockwerk und ein flaches Kuppeldach vor, die Fassade wäre mit Lichtbändern und Schiebeläden mit Halbmond umgestaltet, der Innenhof redekoriert worden. Die städtischen Behörden hatten die vorgelegten Pläne geprüft und genehmigt, der Bezirksausschuss 6 stimmte mit großer Mehrheit zu. Allerdings gab es Widerstand seitens einiger Nachbarn, unterstützt vom CSU-Ortsverband Sendling und dessen Fraktion im Sendlinger Bezirksausschuss.

## Neubauprojekt

### Standort

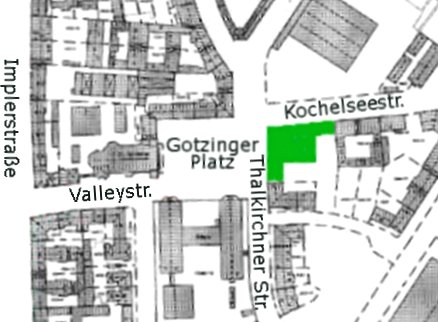
Lage der geplanten Moschee

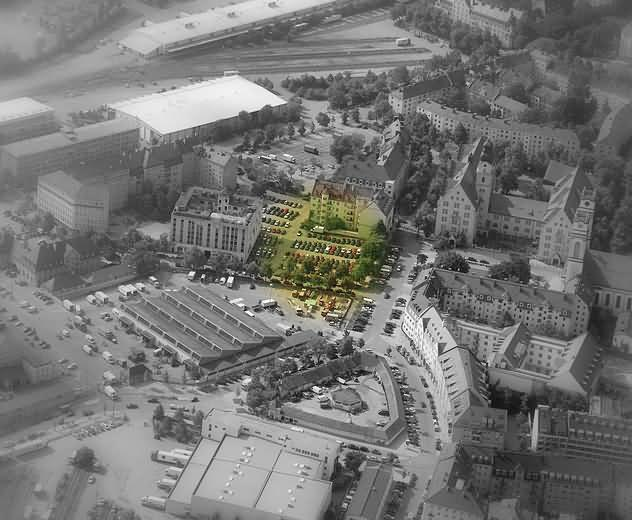
Der farbige Kreis markiert das Grundstück (Blick nach Süden)

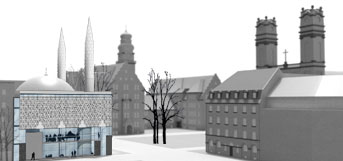
Entwurf

Um Konflikte zu vermeiden, bat der Betreiberverein DITIM die Stadt München um Hilfe bei der Suche nach einem alternativen Grundstück für einen Neubau der Moschee an anderer Stelle. Die Stadt empfahl die in ihrem Eigentum befindliche Baulücke am Gotzinger Platz. Das Gebiet ist als Mischgebiet eingestuft, in dem der Bau eines Sakralbaus erlaubt ist. Das Grundstück, auf dem sich derzeit ein Parkplatz mit rund 150 Stellplätzen befindet, liegt knapp 500 Meter Luftlinie nordöstlich des bisherigen Standorts des Türkisch-Islamischen Kulturzentrums. Die Moschee käme an das nordwestliche Grundstückseck und bildete damit die Ostseite des Gotzinger Platzes direkt gegenüber der Kirche St. Korbinian auf der Westseite. Die Parkplätze auf dem Grundstück gingen verloren, daher beschloss der Stadtrat die Errichtung eines Parkhauses in der Umgebung als Voraussetzung für einen Moscheeneubau auf diesem Grundstück.

### Finanzierung
Im August 2008 wurde bekannt, dass die „finanzielle Leistungsfähigkeit des Moscheevereins tatsächlich in Frage gestellt“ werden müsse, so Oberbürgermeister Christian Ude. Die vom Finanzamt geforderte Grunderwerbsteuer konnte nicht in voller Höhe aufgebracht werden. Die Verzögerung durch die Notwendigkeit eines Bebauungsplans hat auch zur Folge, dass die in der Kalkulation enthaltenen Mieteinnahmen aus Gewerbe und Wohnungen nicht berechnet werden können und die Spenden hinter dem Plan liegen.

### Politische Diskussion
Das seit 2004 geplante Neubauprojekt am Gotzinger Platz wurde 2005 unter dem Schlagwort Sendlinger Moscheenstreit bundesweit bekannt und sorgte auch international für Aufsehen. Das Bauvorhaben wurde bereits vor dem erfolgreichen Abschluss der Bauvoranfrage bei der Lokalbaukommission und der Denkmalschutz-Prüfung Ende Mai 2005 auf verschiedenen Ebenen kontrovers diskutiert. Einige Anwohner gründeten eine Interessengemeinschaft gegen einen Um- oder Neubau der Moschee. Im Bezirksausschuss fanden hierzu öffentliche Debatten statt und auch im Stadtrat von München stritten die Parteien über das Moscheeprojekt.
Am 16. Juni 2005 fand unter Leitung des Münchner Oberbürgermeisters Christian Ude eine Bürgerversammlung in Sendling statt, bei der das Thema Moschee Hauptgegenstand war und Gegner wie Befürworter ausführlich zu Wort kamen. Bei der abschließenden Abstimmung über den eingebrachten Ablehnungsantrag konnten die Gegner 252 Stimmen mobilisieren, mussten aber auch 212 Gegenstimmen für ihren Antrag hinnehmen. Durch das knappe Abstimmungsergebnis ermutigt verkündete OB Ude am nächsten Tag: „Die Moschee wird gebaut“, wohl wissend, dass dezidierte Gegner wie Befürworter ihre Anhängerschaft zum Großteil zur Abstimmung mobilisiert hatten.
Am 22. Juni 2005 stimmte der Münchner Stadtrat dem Bau mit deutlicher Mehrheit zu. Eine Koalition aus SPD, den Grünen, FDP und fraktionslosen Stadträten, welche die Unterstützung der beiden großen christlichen Kirchen hatte, setzte sich gegen die CSU durch, die Bedenken gegen das Projekt angemeldet hatte. Damit begann das Baugenehmigungsverfahren für den Neubau der Moschee.
Am 27. Juli 2005 genehmigte der Stadtrat mit breiter Mehrheit den Vertrag zwischen der Stadt und dem DITIM über dem Verkauf des Grundstücks am Gotzinger Platz. Im Kaufvertrag sind Forderungen der Stadt festgehalten, die den Bedenken der Anwohner Rechnung tragen. Der Vorbescheid auf die Bauanfrage zur Moschee am Gotzinger Platz ist zugestellt worden. Damit würde mit Eintritt der Rechtskraft bei allen im Vorbescheid beantworteten Fragen ein Rechtsanspruch des Antragstellers entstehen.
Am 10. Juli 2007 fand erneut eine Bürgerversammlung unter Leitung von Oberbürgermeister Christian Ude (SPD) statt. Bei über 900 anwesenden Bürgern stimmten dieses Mal 371 Bürger gegen die Moschee, während 222 Anwesende für sie stimmten.

### Wettbewerb

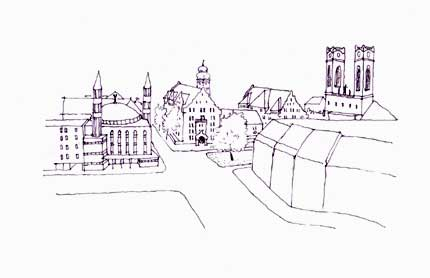
Eine frühe Skizze

Mit dem Entwurf und der Planung für den Neubau wurde der Architekt Walter Höfler beauftragt. Das Raumprogramm umfasst die Moschee, ein kleines Verwaltungsgebäude sowie zwei Wohnbauten. Der Moscheeverein DITIM lobte einen Fassadenwettbewerb aus. Eine Jury aus Vertretern von DITIM, des Stadtrats, des Bezirksausschusses und der Pfarrei St. Korbinian entschied sich Ende März 2006 für einen überarbeiteten Entwurf des Architekten Höfler, der eine Kuppel und zwei 41 Meter hohen Minarette vorsieht. Damit wäre die Moschee das erste als solches erkennbare muslimische Gotteshaus innerhalb des Mittleren Ringes Münchens. Die Position der Moschee direkt gegenüber der Kirche mit ihren beiden 55 Meter hohen Türmen wurde vom Denkmalamt aus ästhetischen Gründen ausdrücklich begrüßt.
Vom 4. bis 6. April 2006 wurden die eingereichten Entwürfe und Modelle öffentlich präsentiert. In einer Podiumsdiskussion konnten Bürger Fragen zu den verschiedenen Entwürfen, dem Stand der Planungen und dem weiteren Prozedere stellen.

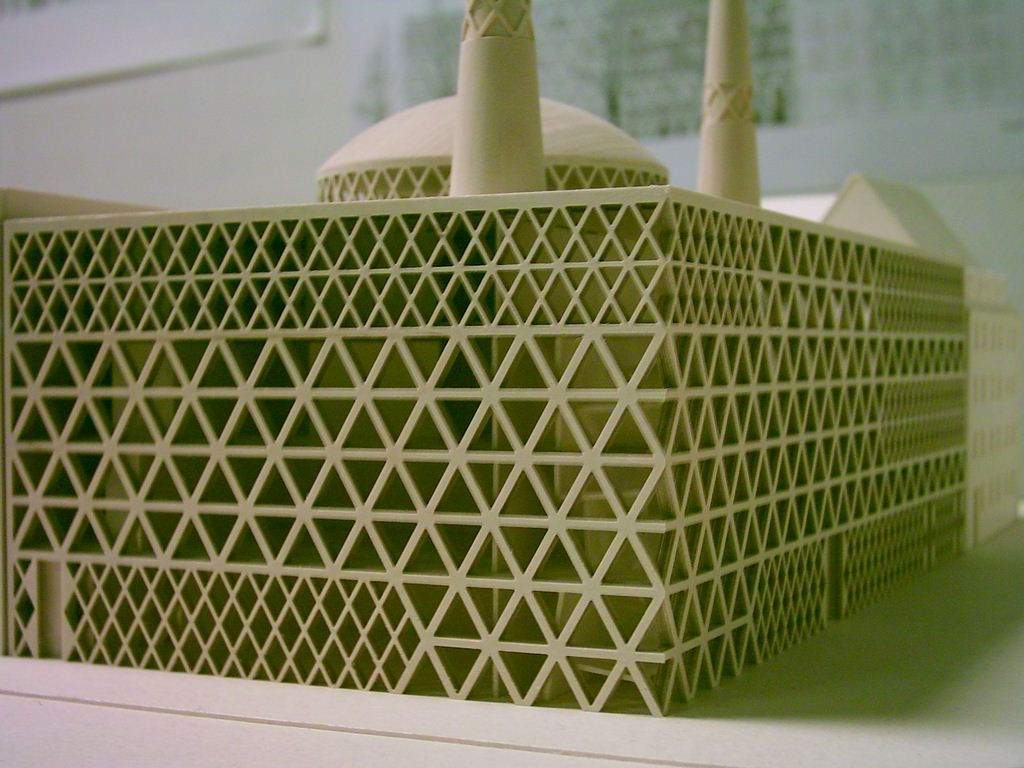
Büro Wimmer
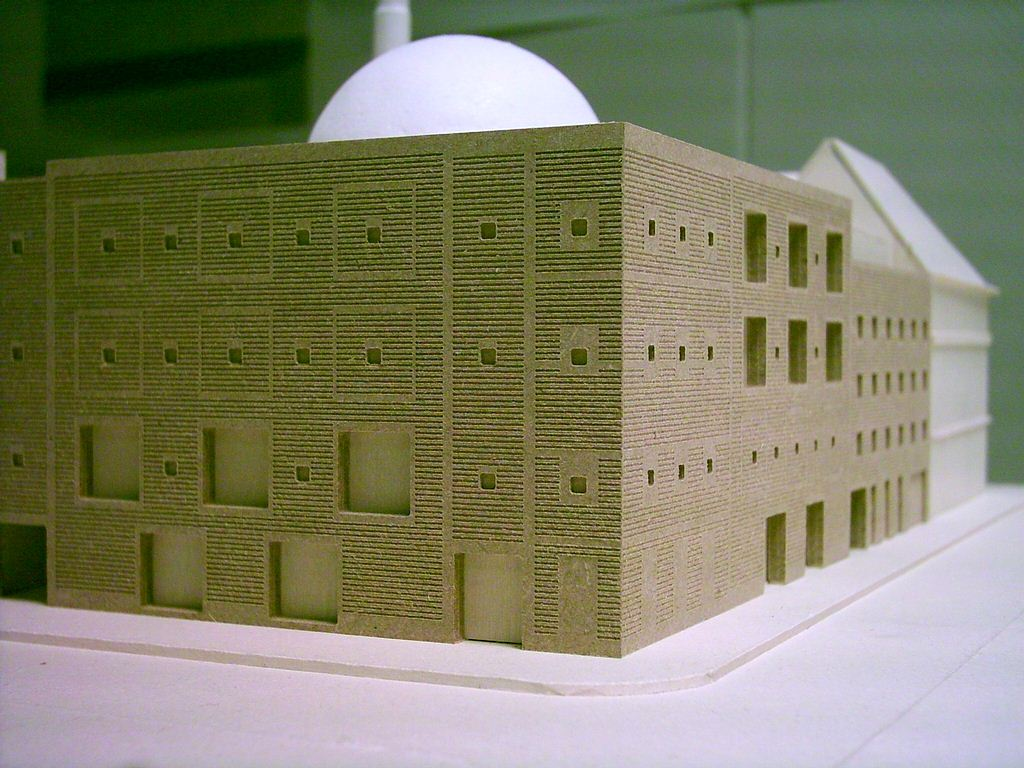
Büro Nagler
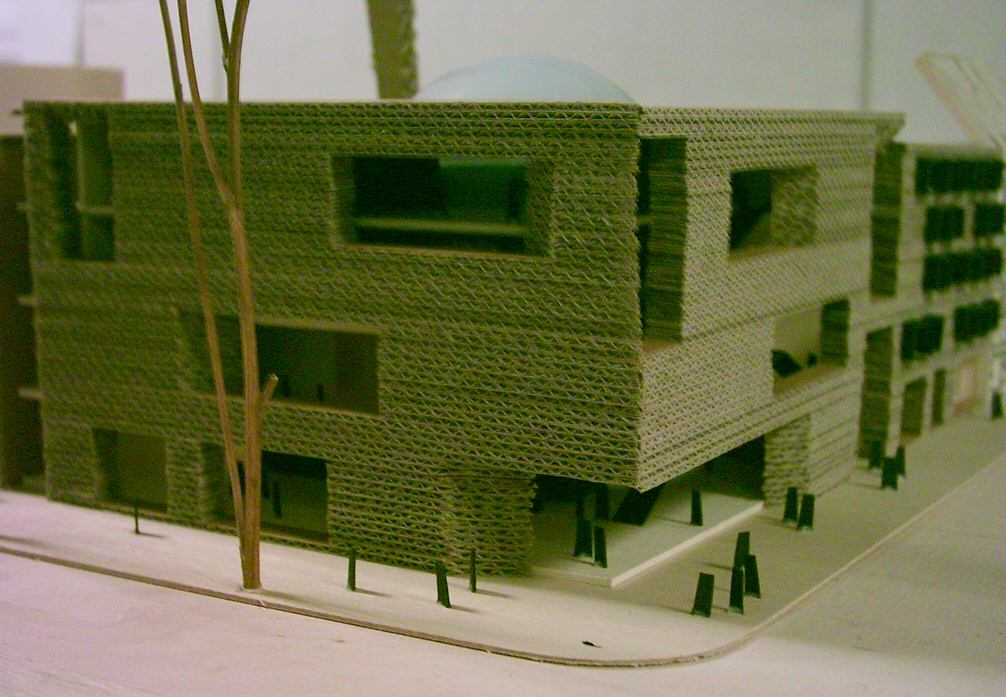
Büro Jasarevic
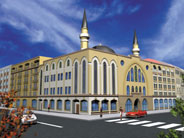
Büro Yilbirt

### Entwurf
Der Entwurf sieht vor, das öffentliche Kulturzentrum im Erdgeschoss als von außen einsehbaren, gläsernen Sockel zu gestalten, der die darüberliegenden Gebets- und weiteren Räume der eigentlichen Moschee trägt. Weiterhin ist eine Kuppel vorgesehen, die auf fünf Säulen ruht, welche neben der konstruktiven und raumbildenden Funktion auch eine symbolische Bedeutung haben, indem sie die Fünf Säulen des Islam verkörpern. Außerdem beinhaltet der Siegerentwurf zwei 41 Meter hohe Minarette (eines davon begehbar), die, niedriger als die Türme von St. Korbinian, diesen direkt gegenüberstehen und über den Gotzinger Platz hinweg eine Beziehung zur Kirche aufnehmen sollen.

### Weg zur Realisierung
Am 18. September 2006 hob die Regierung von Oberbayern auf Grund von Nachbarwidersprüchen den erteilten Vorbescheid auf. Die Landeshauptstadt habe gegen Vorschriften des Abstandsflächenrechts verstoßen. Ferner beeinträchtige die Moschee das Ortsbild und lasse die gebotene Rücksichtnahme auf die Umgebungsbebauung vermissen.
Am 13. Februar 2007 wies das bayerische Verwaltungsgericht München die gegen den Widerspruchsbescheid der Regierung von Oberbayern gerichtete Klage des Trägervereins ab, eine Berufung wurde ausdrücklich zugelassen. (Aktenzeichen: M 8 K 06.3625 und 3626)
Vor Baubeginn musste, gemäß Stadtratsbeschluss, im Viertel ein Parkhaus für Anwohner und Mitarbeiter der Großmarkthallenfirmen errichtet werden. Auf dem von der Großmarkthalle vorgeschlagenen städtischen Grundstück zwischen Großmarkthallen-Areal, Thalkirchner und Königsdorfer Straße sollten neben der Parkgarage auch soziale Einrichtungen entstehen.

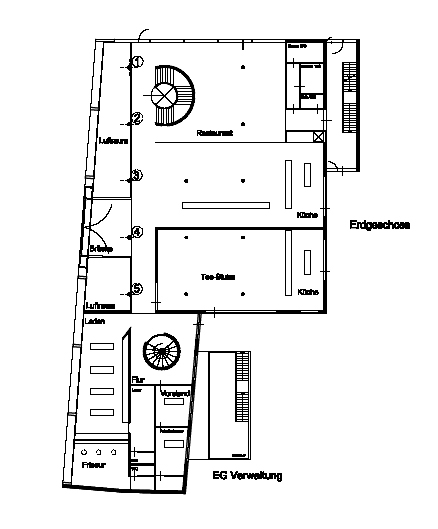
Erdgeschoss
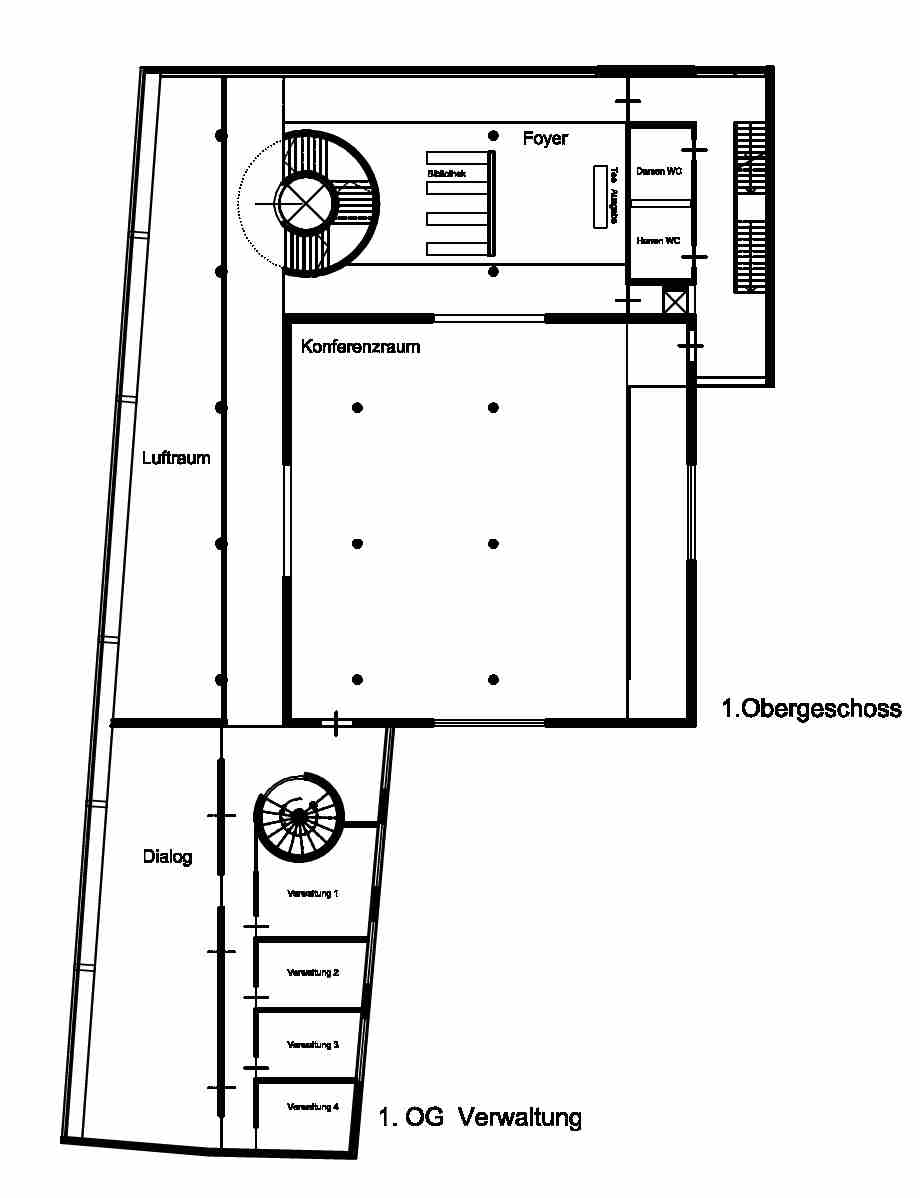
Erstes Obergeschoss
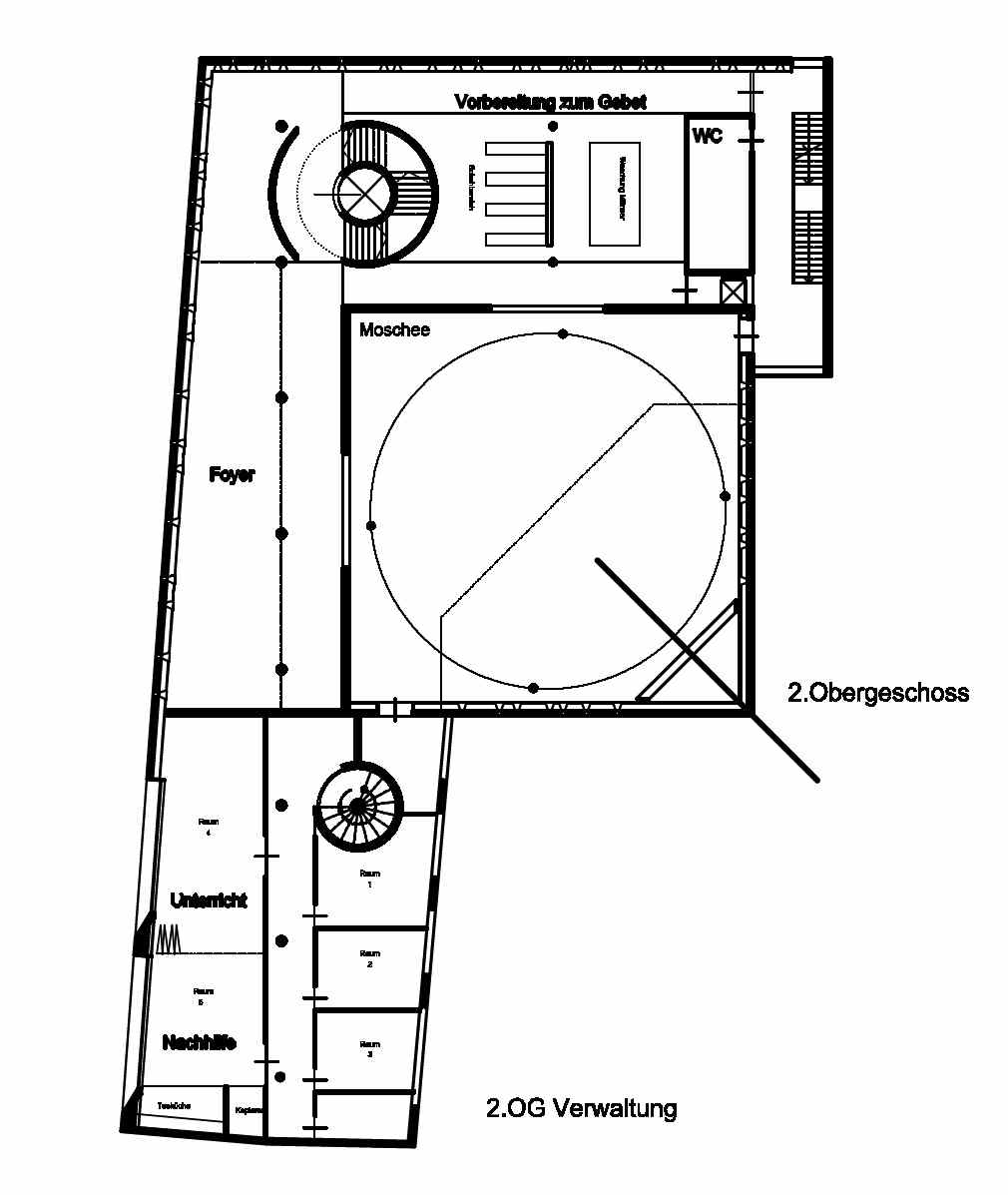
Zweites Obergeschoss
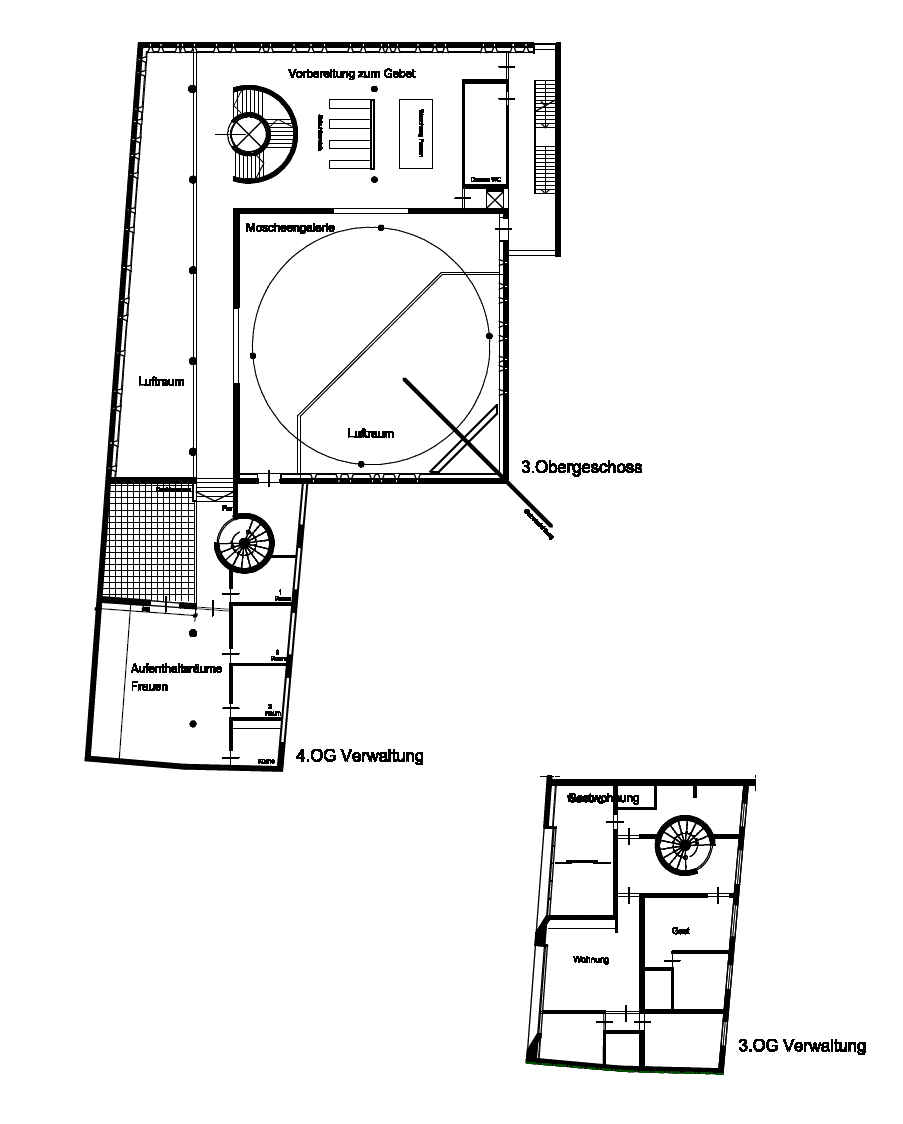
Drittes Obergeschoss

### Scheitern
Am 21. Februar 2010 wurde bei einer Versammlung des Moscheebauvereins Ditim vom türkischen Religionsattaché in München und drei Vertretern des türkisch-islamischen Dachverbandes Ditib verkündet, dass die Moschee am Gotzinger Platz aus finanziellen Gründen nicht gebaut werden könne.
Bis zu diesem Datum wurden allein für Rechtsstreitigkeiten und Planung ca. 500 000 € aufgewendet.